# ستو د سراتو
ستو د سراتو (به اسپانیایی: Soto de Cerrato) یک شهرستان در اسپانیا است که در استان پالنسیا واقع شده‌است.

## خصوصیات
ستو د سراتو ۱۲ کیلومترمربع مساحت و ۲۱۲ نفر جمعیت دارد.